# ميرساد بالييتش
ميرساد بالييتش ، من مواليد 4 مارس 1962 ، لاعب كرة قدم يوغسلافي سابق.
لعب مع منتخب يوغسلافيا لكرة القدم.

## مسيرته الكروية
لعب ميرساد بالييتش خلال مسيرته الاحترافية مع 4 أندية في ستة عشر موسمًا وسجل خلالها 69 هدفًا ضمن 344 مباراة. حيث فاز في موسم واحد بالكأس وفي موسم واحد بالدوري.
خاض ميرساد بالييتش مسيرته مع نادي جيلييزنيتشار ساراييفو في موسم 1979–80 ليلعب معه تسعة مواسم، مشاركًا في 187 مباراة سجل خلالها 20 هدف. ثم انتقل إلى نادي سيون في موسم 1988–89 ليلعب معه أربعة مواسم، حيث شارك في 126 مباراة سجل خلالها 41 هدفًا. لينتقل بعدها إلى نادي زيورخ في موسم 1992–93 ولمدة موسمين، مشاركًا في 31 مباراة سجل خلالها 8 أهداف. ثم انتقل إلى نادي لوكارنو في موسم 1993–94 لمدة موسم واحد، لم يشارك في أي مباراة ولم يسجل أي هدف.

## روابط خارجية
- ميرساد بالييتش على موقع الاتحاد الدولي (مؤرشف)  (الإنجليزية)
- ميرساد بالييتش على موقع قاعدة بيانات كرة القدم.إي يو (الإنجليزية)
- ميرساد بالييتش على موقع ناشيونال فوتبول تيمز (الإنجليزية)
- ميرساد بالييتش على موقع عالم كرة القدم.نت (الإنجليزية)
- ميرساد بالييتش على موقع أوليمبيديا (الإنجليزية)